# یواس‌اس جان آر پری (دی‌ای-۱۰۳۴)
یواس‌اس جان آر پری (دی‌ای-۱۰۳۴) (به انگلیسی: USS John R. Perry (DE-1034)) یک کشتی بود که طول آن ۳۱۰ فوت (۹۴ متر) بود. این کشتی در سال ۱۹۵۸ ساخته شد.